# Lado del cliente
En una aplicación informática, lado del cliente (client-side en inglés) es el ámbito en el cual un cliente ejecuta sus operaciones en una relación cliente-servidor dentro de una red informática.
Mayoritariamente, un cliente se entiende como una aplicación (por ejemplo un navegador web), que se ejecuta en el computador local del usuario y se conecta un servidor cuando es necesario. Las operaciones principales se realizan mayoritariamente en el lado del cliente, ya que la aplicación necesita de información o funcionalidades que únicamente están disponible en este ámbito y no en el del servidor, ya sea porque el usuario necesita observar y proporcionar nuevos datos, o porque el servidor carece de capacidad de procesamiento para ejecutar todas operaciones relativas a los clientes a los que sirve. Además, si se maximiza el número de operaciones que ocurren en el lado del cliente, sin interactuar con el servidor, tomarán menos tiempo, se usará menos ancho de banda y se aumentará la seguridad de la aplicación.
Cuando el servidor envía información en un protocolo habitual, por ejemplo HTTP o FTP, los usuarios pueden escoger entre varios programas cliente diferentes para procesarla, ya sea un navegador web moderno que sea capaz de enviar y recibir información usando los dos protocolos, o una aplicación específica, como un cliente FTP. También pueden existir relaciones cliente-servidor personalizadas, con ayuda de aplicaciones que resuelvan su propio protocolo de comunicación.
Los programas que se ejecutan en el ordenador del usuario sin enviar o recibir información en una red no se consideran clientes, y las operaciones realizadas en estas aplicaciones no se considean operaciones en el lado del cliente.

## Ejemplo
Los proyectos de computación distribuida, como SETI@home, y aplicaciones populares como Google Earth dependen básicamente de las operaciones en el lado del cliente. El cliente SETI@home inicia una conexión con el servidor y le pide información. El servidor selecciona un paquete de información adecuado (esto es una operación del lado del servidor) y la envía al cliente. Entonces el cliente recibe la información y la analiza (operación del lado del cliente) y, cuando el análisis ha finalizado, transmite los resultados de nuevo al servidor.